# Oman hnidák

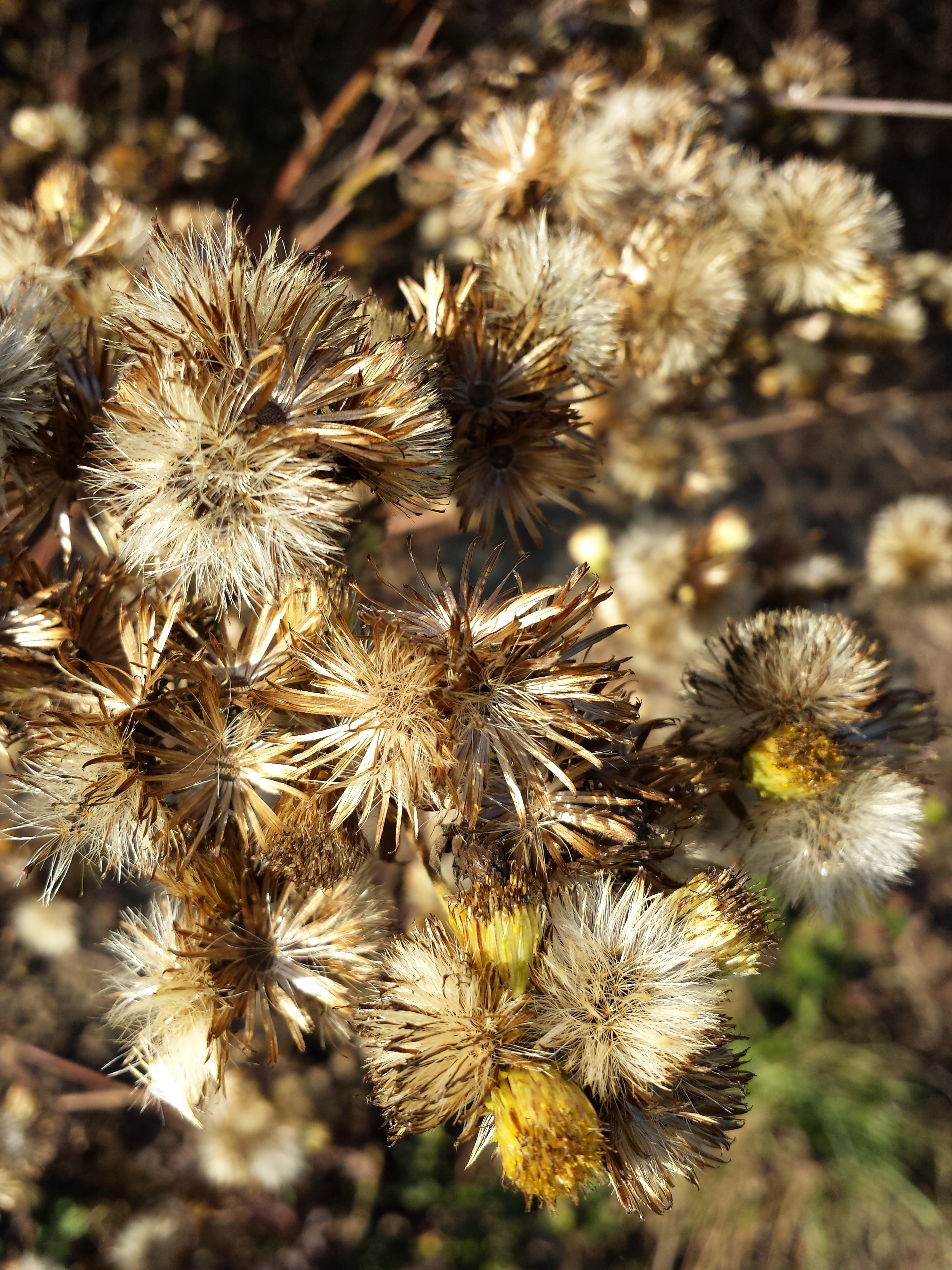
Odkvétající rostlina

Oman hnidák (Inula conyzae) je okolo půl metru vysoká, páchnoucí bylina, která má v letních měsících rozvětvenou lodyhu porostlou drobnými úbory se žlutými květy. V české přírodě je poměrně hojný a je jedním z asi osmi vyskytujících se původních druhů rodu oman.

## Rozšíření
Je považován za subatlantsko-středoevropský druh, který má rozlehlý areál rozkládající se od Portugalska a Velké Británie přes střední Evropu po Ukrajinu, Bulharsko, Rumunsko a asijské Turecko, jihovýchodním směrem dále sahá na Kavkaz, do Palestiny a Íránu. Na severu za Baltským mořem zasahuje do jižního Švédska. Je také původním druhem v severní Africe, v Alžírsku. Druhotně byl lidmi rozšířen i v přírodě Jižní Ameriky, v Kolumbii.
V Česku roste ve velké části republiky, hojný bývá hlavně v teplých v oblastech. Je ale téměř neznámou rostlinou v západních Čechách, na Českomoravské vrchovině a severní Moravě. Vyskytuje se převážně od planárního do suprakolinního stupně, jen vzácně se objevuje v submontánním.

## Ekologie
Je hemikryptofyt kvetoucí od července do září. Roste nejčastěji v mělkých nebo středně hlubokých, hlinitých, humózních půdách hojně zásobených živinami, které jsou neutrální až zásadité. Vyhovuje mu stanoviště suché i středně vlhké. Vyskytuje se ve světlých lesích, v lesostepích, lesních lemech, prosvětlených křovinách, na pasekách, opuštěných polích a pastvinách, železničních i silničních náspech i v písčitých dunách na mořském pobřeží. Druh má chromozomů 2n = 32 a stupeň ploidie x = 4.

## Popis
Dvouletá, vzácně krátce víceletá rostlina, nepříjemně páchnoucí, vysoká průměrně 30 až 60 cm, vyrůstající ze šikmého, ztlustlého, válcovitého oddenku. Lodyha je přímá, tuhá, hustě chlupatá až plstnatá, podélně mělce rýhovaná a v horní části bohatě rozvětvená, v mládí je zelená a později celá nebo zčásti hnědočerveně naběhlá. Přízemní listy vyrůstající v řídké listové růžici mají až 3 cm řapík, jejich čepel bývá dlouhá 7 až 15 cm a široká 2 až 5 cm, je podlouhlá až obkopinatá a u báze úzce klínovitá. V době květu bývají přízemní listy již suché. Lodyžní listy vyrůstající střídavě jsou přisedlé, 5 až 14 cm dlouhé a 3 až 5 cm široké, podlouhlé až úzce vejčité, na bázi klínovité nebo okrouhlé a na vrcholu tupé, po obvodě jsou celokrajné nebo vroubkované, na lícní straně tmavozelené a řídce chlupaté, na rubové jsou hustě chlupaté a mají vyniklou síťnatou žilnatinu. Listy po rozemnutí vydávají silné, pro mnohé lidi nepříjemné aroma.
Na koncích větví lodyhy vyrůstají četné drobné úbory mající jen okolo 1 cm v průměru, jež jsou sestavené do chocholičnaté laty. Úbory jsou nahnědlé až hnědofialové a mají krátce válcovitý zákrov vysoký do 1,5 cm. Zákrovní listeny se střechovitě kryjí, vnější jsou kopinaté, okolo 1 cm dlouhé a mají horní část trojúhelníkovitě špičatou, nazpět ohnutou a vně srpovitě odstávající. Vnitřní zákrovní listeny jsou čárkovité, delší než vnější, přímé, vespod blanité a u vrcholu načervenalé. Květy jsou dlouhé pouze jako zákrov, jsou žlutohnědé až nafialovělé. Vnitřní, diskovité, květy jsou trubkovité, oboupohlavné s pravidelnou pěticípou korunou. Vnější, okrajové, jsou samičí a mají asymetricky třízubý vrchol, zbytek po redukované ligule. Nesprávně se uvádí, že v úboru vnější květy s ligulou nejsou. Květy jsou opylovány drobným hmyzem přilétajícím pro nektar.
Plod jednotlivých květů je hnědá, žebernatá, přitiskle chlupatá nažka 2,5 mm velká s jednořadým chmýrem. Chmýr se skládá přibližně z třiceti jednoduchých paprsků, které jsou vespod krátce spojené. Nažky semena jsou šířené za pomoci chmýru větrem, nebo je šíří mravenci odnášejíce je do mravenišť.

## Taxonomie
Pro neexistenci vnějších květů s dlouhou ligulou je tento druh omanu občas uváděn jako součást jiného rodu než oman. V minulosti měl například vědecké jméno Conyza squarrosa a v poslední době je představován pod jmény Pentanema conyzae (v roce 2018) nebo Pentanema squarrosum (rok nato).

## Význam
V lidové medicíně se listy používaly zevně proti parazitům, hlavně vším, blechám nebo svrabu, vtíraly se na postižená místa. Odtud pochází jeho české druhové jméno „hnidák“, je odvozeno od slova „hnidy“, což jsou vajíčka vší. Kořeny rostliny se také zavěšovaly volně v místnostech, kde sloužily jako repelenty proti hmyzu i k desinfekci ovzduší. V tradiční medicíně některých zemích je oman hnidák využíván k léčbě diabetes mellitus, nebo v minulosti sloužíval i proti působení mykobakterií, jež mohou napadat krční mízní uzliny.

## Galerie

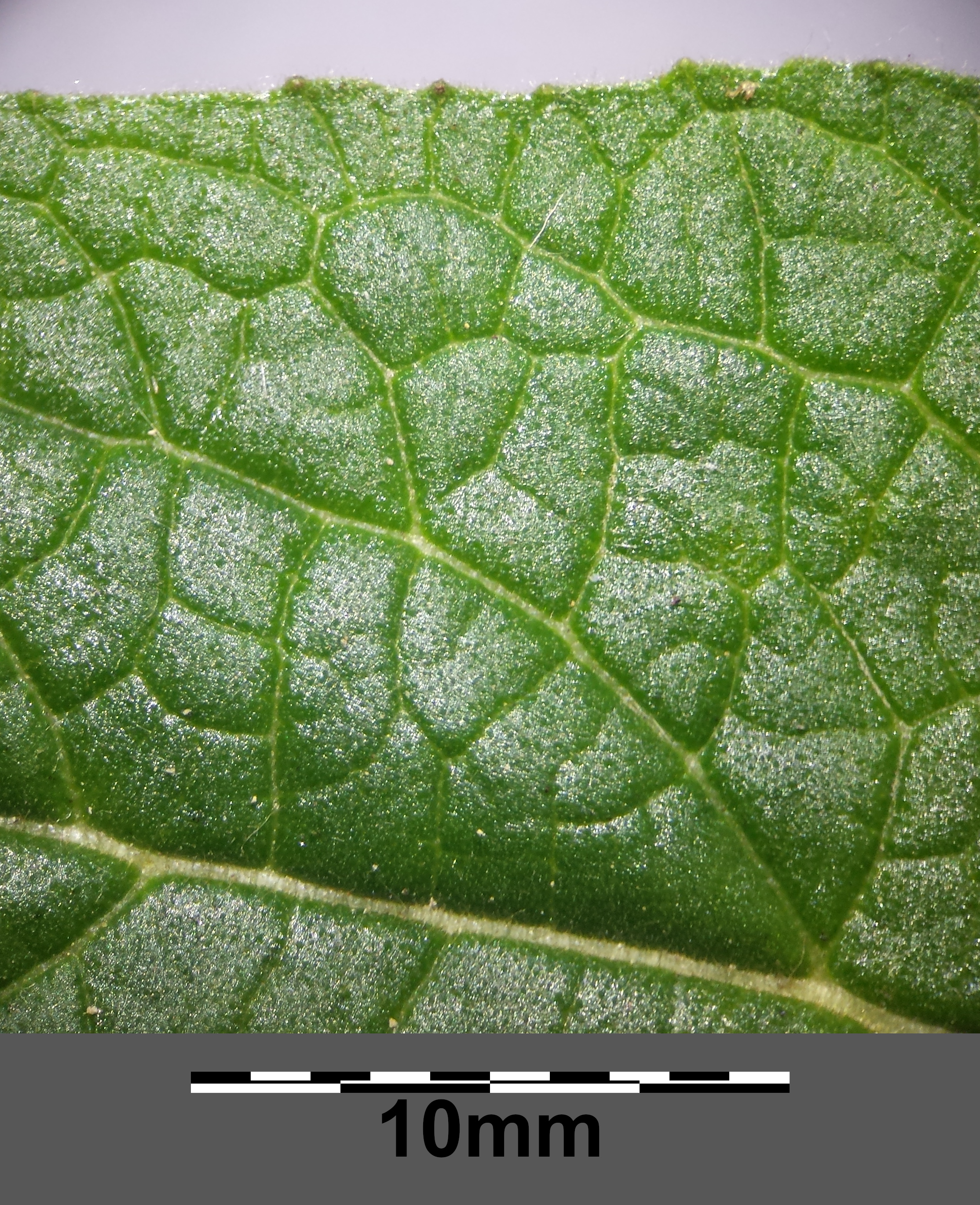
Lícní strana listu
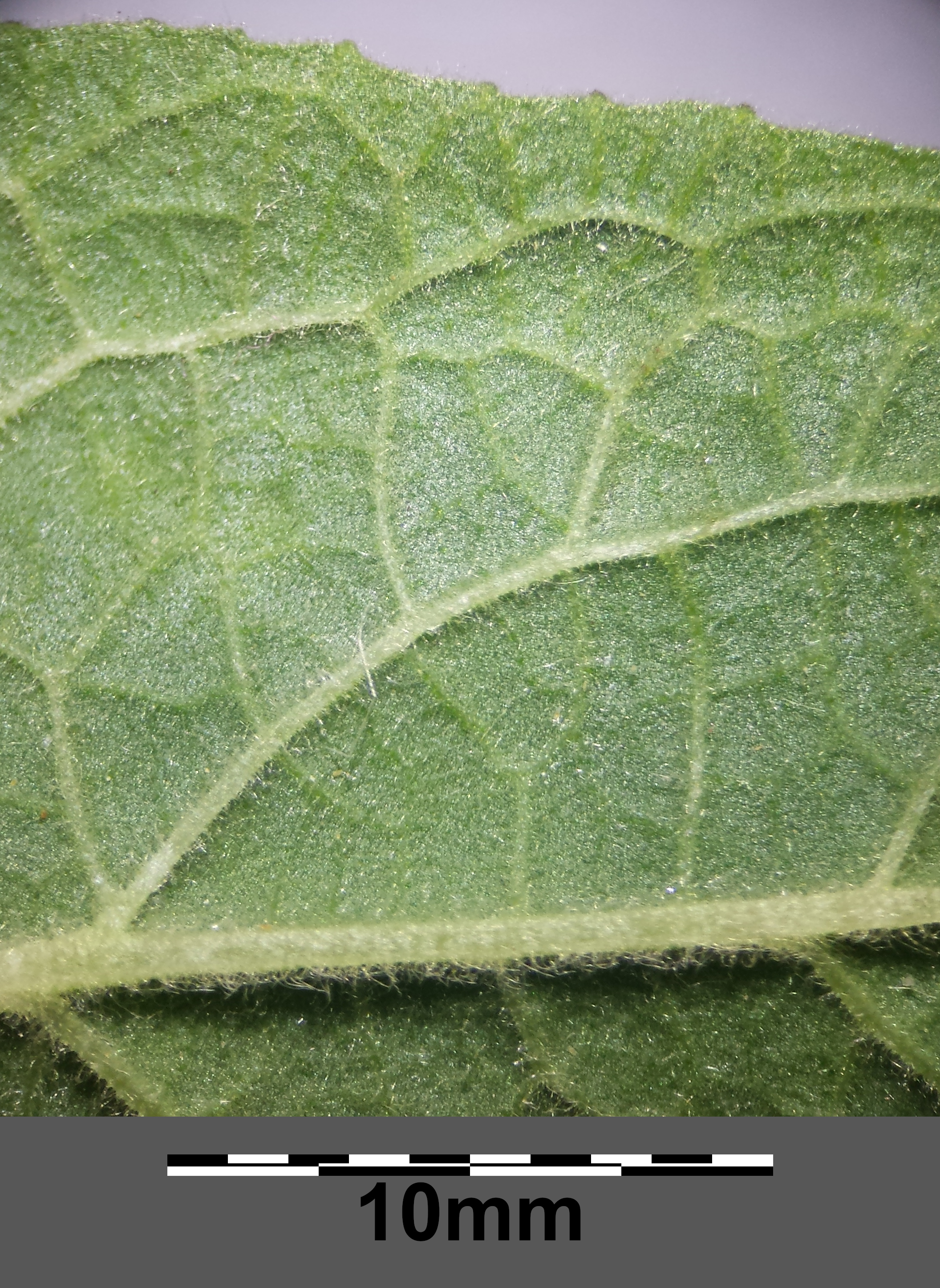
Rubová strana listu
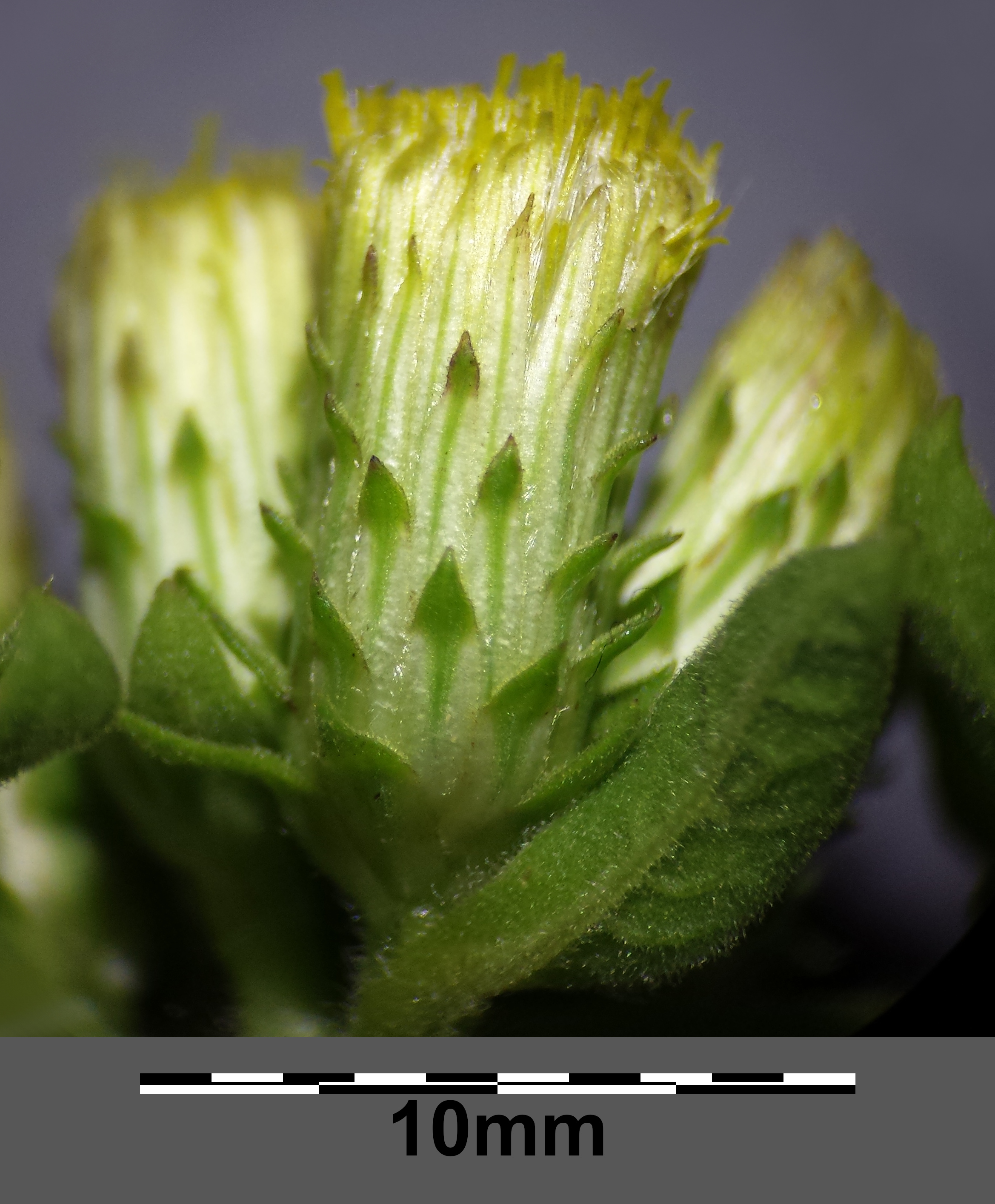
Zákrov úboru
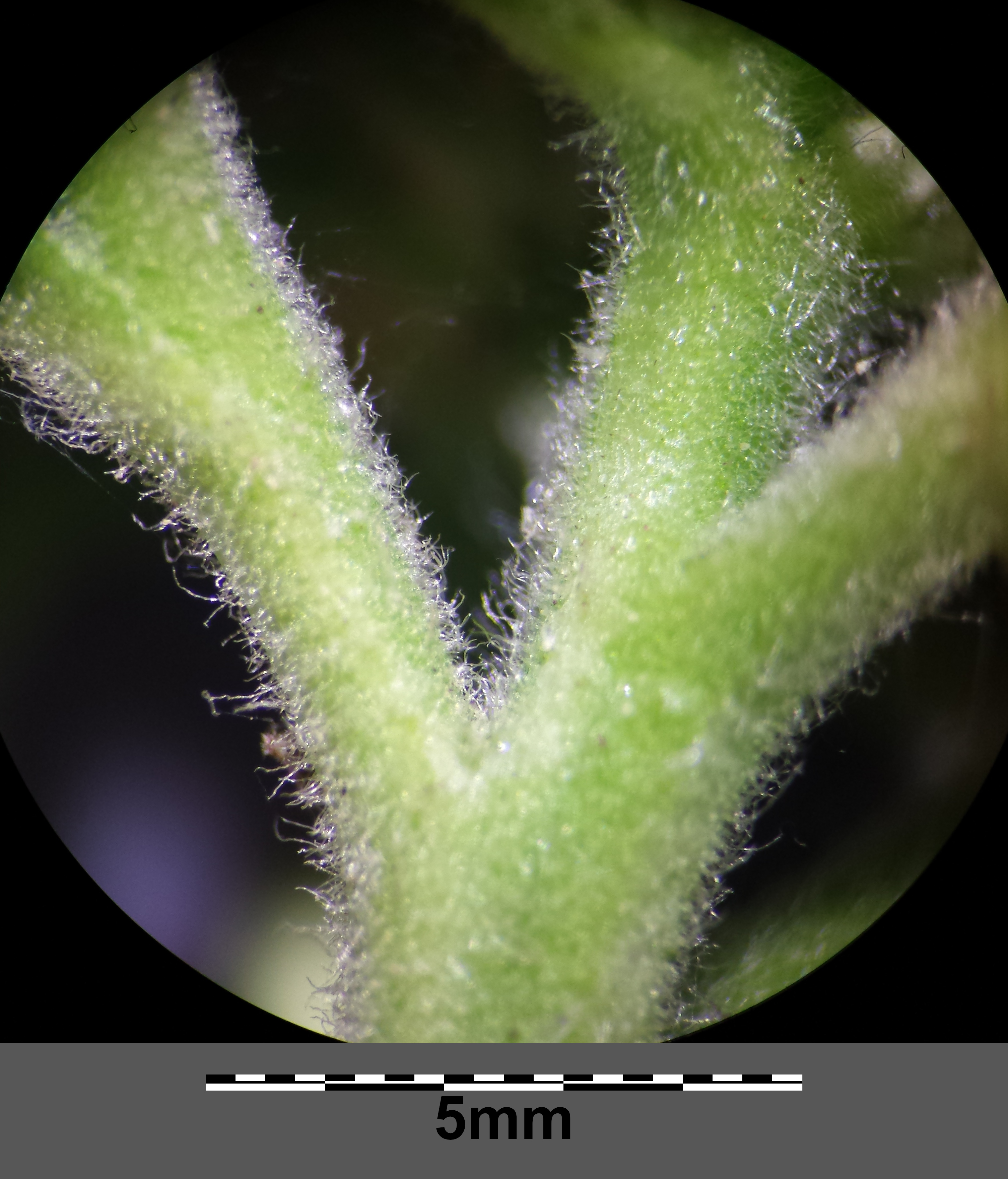
Žláznatě chlupatá lodyha